# Liste des phares à la Jamaïque

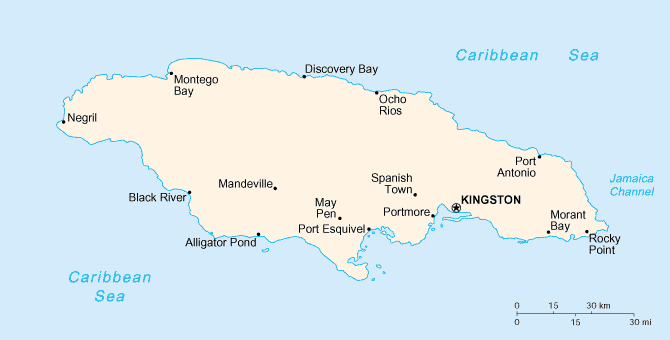
Cartographie de la Jamaïque

Liste de phares à la Jamaïque de l'ouest vers l'est, et phares en mer.
La Jamaïque est la plus grande île des anciennes Antilles britanniques. Colonie britannique depuis 1655, l'île est devenue une nation indépendante en 1962. Kingston, sur la côte du sud, est la capitale, la plus grande et le port le plus important du pays.
La Jamaïque n'a que sept grands phares historiques et quelques autres phares mineurs. Les phares sont maintenus par l'Autorité portuaire de la Jamaïque , une agence du Ministère des Transports .

## Comté de Cornwall

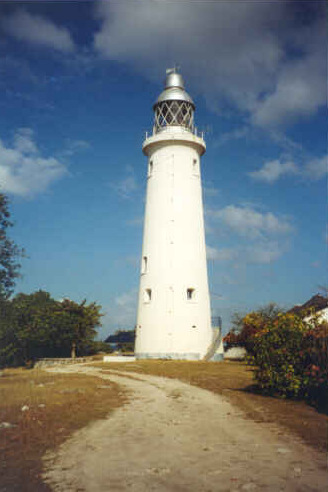
Phare de Negril Point

- Phare de Rose Hall
- Phare de Negril
- Phare de Lover's Leap

## Comté du Middlesex
- Phare de Galina Point
- Phare de Portland Point
- Phare du Lazaretto Cairn

## Comté de Surrey

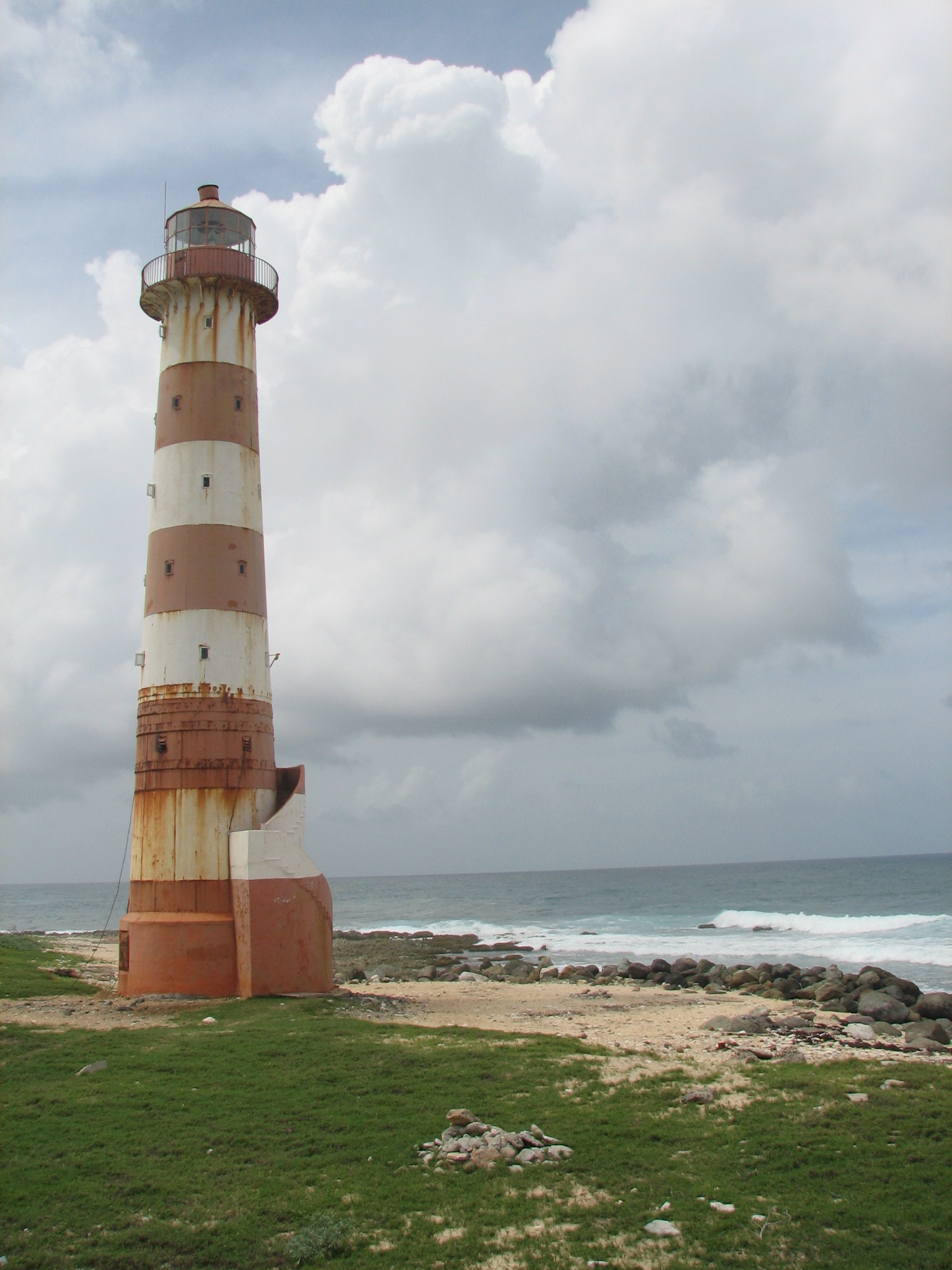
Phare de Morant Point

- Phare de Plumb Point
- Phare de Folly Point
- Phare de Morant Point

## En mer
- Phare de Morant Cays
- Phare de Pedro Cays